# گبری ایزکیه
گبری ایزکیه (انگلیسی: Gabri Izquier؛ زادهٔ ۲۹ آوریل ۱۹۹۳) بازیکن فوتبال اهل اسپانیا است.
از باشگاه‌هایی که در آن بازی کرده‌است می‌توان به باشگاه ورزشی رئال مایورکا اشاره کرد.